# Cataglyphis setipes
Cataglyphis setipes är en myrart som först beskrevs av Auguste-Henri Forel 1894.  Cataglyphis setipes ingår i släktet Cataglyphis och familjen myror.

## Underarter
Arten delas in i följande underarter:
- C. s. bergianus
- C. s. dschambulicus
- C. s. setipes